# René Araou
René Araou   (Narbona, 18 d'octubre de 1902 - Narbona, 8 de gener de 1955) va ser un jugador de rugbi a 15 francès que va competir durant les dècades de 1920 i 1930.
El 1924 va ser seleccionat per jugar amb la selecció de França de rugbi a 15 que va prendre part en els Jocs Olímpics de París, on guanyà la medalla de plata.
Pel que fa a clubs, jugà al Racing Club de Narbona entre 1922 i 1933. Va disputar dues finals del Campionat de França de rugbi, el 1932 i 1933, ambdues perdudes contra el Lyon OU.